# Zeta Mensae
Zeta Mensae (ζ Mensae, förkortat Zeta Men, ζ Men) som är stjärnans Bayerbeteckning, är en ensam stjärna belägen i den mellersta delen av stjärnbilden Taffelberget. Den har en skenbar magnitud på 5,64 och är synlig för blotta ögat där ljusföroreningar ej förekommer. Baserat på parallaxmätning inom Hipparcosuppdraget på ca 7,9 mas, beräknas den befinna sig på ett avstånd på ca 414 ljusår (ca 127 parsek) från solen. På det beräknade avståndet minskar dess skenbara magnitud med 0,088 enheter genom skymning av interstellärt stoft.

## Egenskaper
Zeta Mensae är en blå till vit jättestjärna av spektralklass A5 III. Den har en radie som är ca 5 gånger större än solens och utsänder från dess fotosfär ca 69 gånger mera energi än solen vid en effektiv temperatur av ca 7 600 K. 
Zeta Mensae har en snabb rotation med en projicerad rotationshastighet på 200 km/s, vilket ger den en tillplattad form med en ekvatorial radie som är ca 26 procent större än polarradien. Den har ett svagt överskott av infraröd strålning med en våglängd på 18 μm vilket tyder på att den är omgiven av en stoftskiva.